# فيكرام (فلم)
فيكرام هو فيلم أكشن إثارة هندي باللغة التاميلية من تأليف وإخراج لوكيش جاناجراج وبطولة كمال حسن، فيجاي سيثيباثي وفاهداه فاسيل، صدر الفيلم في 3 يونيو 2022.

## نبذه
في إطار من الحركة والتشويق، يتولى محقق مخضرم قضية تخص جرائم قتل مرتبطة ببعضها البعض، وفي طريقه يكتشف العديد من الأسرار التي تضعه في معركة ضد كل الأشخاص المتورطين بالجرائم.

## روابط خارجية
- مقالات تستعمل روابط فنية بلا صلة مع ويكي بيانات